# Eritrichium
- Commons
- Wikispecies

Eritrichium é um gênero de plantas pertencente à família Boraginaceae.